# Verdun (jeu vidéo)
Pour les articles homonymes, voir Verdun (homonymie).
Verdun est un jeu vidéo de tir à la première personne développé et édité par M2H et Blackmill Games, sorti à partir de 2015 sur Windows, Mac, Linux, PlayStation 4 et Xbox One. Il s'agit d'un jeu multijoueur basé sur la Première Guerre mondiale.
Il est sorti le 28 avril 2015 sur Steam, après plus d'un an d'accès anticipé. Il est sorti sur PlayStation 4 le 30 août 2016. Une version Xbox One a été publiée le 8 mars 2017.
Verdun s'inspire de la bataille de Verdun de 1916 en France. Le jeu comprend des armes historiques de la Première Guerre mondiale, des uniformes et de l'équipement authentiques, un environnement et des cartes basées sur les véritables champs de bataille du Front de l'Ouest.
Le jeu fonctionne sur le moteur Unity.

## Système de jeu
Verdun est un jeu d'équipe basé dans les tranchées de la Première Guerre mondiale qui peut être joué avec jusqu'à 64 joueurs. Verdun dispose de quatre modes de jeu : Ligne de front (Frontline), Usure (Attrition), Défense d'escouade (Squad Defense) et Match à mort (Rifle Deathmatch), ainsi que d’un mode custom.

### Ligne de front
Dans ce mode de jeu, les joueurs peuvent choisir de rejoindre l'un des deux côtés historiques de la Première Guerre mondiale, la Triplice et la Triple-Entente. Chaque camp se bat sur une carte de première ligne au tour par tour qui consiste en plusieurs secteurs pouvant être capturés par l'un ou l'autre camp. Restant fidèle à la guerre d'attrition typique de cette époque, les deux parties attaquent et contre-attaquent à tour de rôle, de sorte que vous serez obligé de défendre chaque secteur capturé de tranchées. L'objectif est de capturer le QG de l'ennemi afin de gagner la partie.
Dans une telle bataille, chaque joueur, que ce soit du côté de la Triplice ou de la Triple-Entente, fait partie d'une équipe de 4 joueurs. Il y a jusqu'à 14 types d'escouade parmi lesquels les joueurs peuvent choisir, tous basés sur des unités historiquement précises telles que les Stosstruppen allemands, les Tommies britanniques ou les Poilus français. Chaque escouade possède un ensemble de capacités et d'avantages basés sur son type (infanterie de ligne, infanterie légère ou infanterie d'assaut). Les joueurs d'une équipe peuvent ensuite choisir l'une des classes disponibles qui est déterminée par le type d'équipe à laquelle ils se sont joints. Chaque classe a un rôle différent au sein d'une équipe, et chaque escouade a sa propre tactique spécifique. Comme une escouade gagne plus d'expérience, des avantages, de l'équipement, des uniformes et même des classes deviennent disponibles pour les membres de l'escouade. L'expérience est répartie entre les membres de l'équipe, récompensant ceux qui collent avec les mêmes joueurs. Au fur et à mesure que l'équipe acquiert plus d'expérience, elle change également visuellement, obtenant des uniformes plus avancés. Les joueurs peuvent également gagner une expérience individuelle appelée Points de carrière. Ils peuvent les utiliser pour débloquer des classes, des armes et de l'équipement.

### Usure
Il s'agit d'une variante d'une bataille à mort en équipe. Chaque équipe, la Triplice et la Triple-Entente, commence avec un certain nombre de billets. Ceux-ci représentent la quantité de main-d'œuvre que chaque côté a à sa disposition. Chaque fois qu'un joueur est tué et réapparaît, un ticket est déduit du côté auquel il appartient. Le but du jeu est de diminuer les tickets du côté adverse avant de perdre tous les tickets de votre côté, car un joueur ne peut pas réapparaître s'il n'y a plus de tickets. Ce mode de jeu contient également des armes spéciales et des cartes accessibles uniquement lors de la lecture.

### Défense d'escouade
C'est un mode de jeu où les joueurs combattent des vagues d'attaques sans fin par des soldats contrôlés par l'IA dans l'une des 12 équipes de 4 hommes. Ce mode de jeu peut être joué sur les mêmes cartes disponibles dans le mode de jeu Frontlines. Ce mode est le seul qui peut être joué hors ligne.

### Match à mort
Les joueurs se battent dans une bataille libre pour tous, armés seulement avec l'un des fusils et des add-ons, ils peuvent choisir lors de l'adhésion à la partie.

### Custom
Le joueur peut choisir son champ de bataille ainsi que le mode de jeu et le nombre de joueurs (et bots) qui seront dans la partie.

## Accueil
- Eurogamer : « Avec de nobles intentions mais un résultat décousue, Verdun est un peu un gâchis » (Jon Denton)[2]
- Gamekult : 8/10[3]
- GameSpot : 6/10[4]

## Développement
Verdun est entré en bêta ouverte le 9 juin 2013. Il a été soumis au Steam Greenlight sur Steam le 28 juin 2013 et est devenu disponible en accès anticipé le 19 septembre 2013. Après plus d'un an en accès anticipé, il est publié le 28 avril 2015 sur Steam.
Le 14 juillet 2016, la page YouTube de Verdun a mis en ligne une bande-annonce annonçant que le jeu serait disponible sur PlayStation 4 et Xbox One pour le 30 août 2016. Cependant, le 24 août 2016, le développeur du jeu a annoncé que la version Xbox One de Verdun serait retardée alors que la date de sortie de la PlayStation 4 serait conforme au calendrier.
En janvier 2018, les développeurs sortent une mise à jour qui « fusionne » les deux jeux (Verdun et Tannenberg), il est désormais possible de changer de jeu à tout moment (tant que l'on possède les deux). Verdun a également bénéficié d'une refonte graphiques avec des meilleures ombres.

## Extension
Une extension dite standalone, Tannenberg a été publiée le 16 novembre 2017.
Tannenberg est inspirée de la bataille de Tannenberg en 1914 en province de Prusse-Orientale. Le jeu contient des armes historiques de la Première Guerre mondiale, des uniformes et de l'équipement authentiques, ainsi que des cartes basées sur les véritables champs de bataille du Front de l'Est.